# Союз-ФГ
Союз-ФГ (індекс ГРАУ —11А511УФГ)  — російська триступенева ракета-носій (РН) сімейства Р-7. Належить до ракет середнього класу.
Ракета-носій розроблена ЦСКБ-Прогрес на базі РН «Союз-У» паралельно із створенням модернізованих ракет-носіїв «Союз-2». Для підвищення питомого імпульсу рушійних установок і збільшення вантажопідйомності носія на блоках першого і другого ступенів використовуються модернізовані двигуни з новими форсунковими головками (звідси «ФГ» в назві ракети), розробленими для ракети-носія «Союз-2» з мінімальними доробками системи управління. Її енергетичні можливості приблизно на 250–300 кг вище можливостей базової РН «Союз». Її застосування обмежене можливостями аналогової системи управління.

## Призначення
Ракета-носій призначена для виведення на довколаземну орбіту автоматичних космічних апаратів соціально-економічного, науково-дослідницького і спеціального призначення, а також пілотованих кораблів типу «Союз-TMA» і вантажних космічних кораблів типу «Прогрес-М» за програмою Міжнародної космічної станції.
Ракета-носій «Союз-ФГ» може виводити на орбіти усю номенклатури космічних апаратів, яку виводила РН «Союз».
Після завершення льотно-конструкторських випробувань ракети-носія «Союз-2» планується заміна в пілотованій програмі «Союзу-ФГ» на «Союз-2». Також використовується для комерційних запусків європейських і американських супутників і КА наукового призначення. «Союз-ФГ» з розгінним блоком «Фрегат» використовувались 2005 року для запуску міжпланетної станції «Венера-експрес».
Можуть використовуватись головні обтічники таких діаметрів: 2,7 м; 3,0 м; 3,3 м; 3,715 м.
Підтверджений показник експлуатаційної надійності ракети-носія — 0,952.

## Конструкція
Конструктивно РН «Союз-ФГ» виконана за схемою з паралельним відокремленням бічних ракетних блоків в кінці роботи першого ступеня і поперечним відокремленням ракетного блоку другого ступеня після закінчення його роботи. На першому етапі польоту працюють двигуни чотирьох бічних і центрального блоків, на другому, після відокремлення бічних блоків, — двигун центрального блоку.
Система керування РН «Союз-ФГ» взята з базової РН «Союз» і з незначною доробкою забезпечує необхідні, як для РН «Союз», точнісні характеристики виведення на орбіту.
Для контролю стану систем, агрегатів і конструкції РН на ділянці виведення блоки першого і другого ступенів РН «Союз-ФГ» і блок третього ступеня оснащені радіотелеметричною системами, перенесеними з РН «Союз».

### Перший ступінь
Перший ступінь ракети-носія складається з чотирьох бічних блоків конічної форми, закріплених у кульових опорах центрального блоку.
Бічний блок складається з силового конуса, несучого конічного бака окислювача, міжбакового відсіку, несучого конічного бака пального, відсіку баків перекису водню і рідкого азоту і циліндричного хвостового відсіку спеціальної форми.
У хвостовому відсіку кожного бічного блоку розміщується автономний рідинний двигун одноразового вмикання РД-107А, що працює на рідкому кисні і гасі і має чотири маршові камери і два рульових сопла.
Для керування польотом на кожному бічному блоці із зовнішнього боку, протилежного до центрального блоку, на невеликому пілоні встановлене аеродинамічне кермо у вигляді трикутного крила малого подовження. Для приводу керма використовується електрична рульова машина.
Двигуни бічних блоків працюють 118 секунд після старту, після чого відключаються. Вимикання відбувається за результатами порівняння поточного значення швидкості з розрахунковим. Після відключення двигунів бічні блоки відокремлюються від центрального блоку і скидаються.

### Другий ступінь
Другий ступінь (центральний блок) складається з хвостового відсіку, в якому встановлений двигун одноразового вмикання РД-108А з чотирма маршовими камерами і чотирма рульовими соплами, відсіку бака перекису водню, в якому також встановлений бак рідкого азоту, відсіку бака пального, міжбакового відсіку, відсіку бака окислювача і приладового відсіку.
Запуск РРД центрального і бічних блоків відбувається на Землі, що дає можливість контролювати роботу двигунів у перехідному режимі і при виниканні несправностей під час пуску скасовувати пуск ракети. Це підвищує безпеку експлуатації.
Управління польотом за трьома осями здійснюється за допомогою чотирьох рульових камер двигуна РД-108А.
Номінальний час роботи двигуна центрального блоку — 280–290 секунд.
Розділення другого і третього ступенів відбувається за «гарячою схемою» — двигуни третього вмикаються до роз'єднання, щоб зменшити вплив збурень на політ третього ступеня.

### Третій ступінь
Третій ступінь (блок «І») складається з перехідного відсіку, бака пального, бака окислювача, хвостового відсіку і двигуна, встановлений на центральному блоці і з'єднаний із ним фермовою конструкцією.
Блок «І» має рушійну установку з РН «Союз», що складається з чотирикамерного двигуна одноразового запалювання і чотирьох поворотних рульових сопел (використовуваних для управління польотом за трьома осями). Маршовий двигун третього ступеня вмикається приблизно за дві секунди до відключення центрального блоку. Гази, що виходять з сопел двигуна третього ступеня, безпосередньо відокремлюють ступінь від центрального блоку. Час роботи двигуна третього ступеня — 230 секунд. Після відключення двигуна та відокремлення КА (або розгінного блоку з КА) третій ступінь виконує маневр відведення відкриттям дренажного клапана в баку пального.